# Saint-Bauzeil
Saint-Bauzeil è un comune francese di 60 abitanti situato nel dipartimento dell'Ariège nella regione dell'Occitania.

## Società

### Evoluzione demografica
Abitanti censiti